# Almiro Bergamo
Almiro Bergamo (født 20. september 1912 i Treporti, død 4. juli 1994) var en italiensk roer.
Bergamo roede toer med styrmand sammen med Guido Santin og styrmand Luciano Negrini, og disse tre blev europamestre i disciplinen i 1935. De tilhørte derfor det ret store favoritfelt ved OL 1936 i Berlin, men de blev i indledende heat besejret klart af den tyske båd med Gerhard Gustmann, Herbert Adamski og Dieter Arend. De vandt derpå deres semifinale (reelt et opsamlingsheat), hvorpå de i finalen igen blev besejret klart af Tyskland, der vandt guld, men sølvet sikrede de sig klart foran Frankrig, der fik bronze.
Santin og Bergamo skiftede styrmand, så det var Guido Bettini, der var med i båden, da de vandt EM-sølv i 1937, igen besejret af Gustmann og Adamski (ligeledes med ny styrmand). Året efter tog de tre italienere revanche, da de vandt EM-guld, mens de tre tyskere vandt sølv.

## OL-medaljer
- 1936:  Sølv i toer med styrmand